# A Doua Republică Poloneză
A Doua Republică Poloneză (în poloneză II Rzeczpospolita) este numele neoficial dat Poloniei între Primul Război Mondial și al Doilea Război Mondial. Atunci când au fost stabilite granițele statului în 1921, țara avea o suprafață de 388,6 mii km² (a șasea țară ca mărime din Europa) și 27,2 milioane de locuitori, conform unui recensământ din același an. În 1939, chiar înaintea izbucnirii celui de-al Doilea Război Mondial, Polonia avea o populație estimată la 31,1 milioane de locuitori. O treime dintre aceștia erau minorități naționale, (10% evrei, 17% ucrainieni și belaruși, 5% germani și 1% lituanieni, ruși și cehi).

## Istorie
În 1918, partidele au format un Consiliu de regență. În noiembrie 1918, Consiliul de Regență a dizolvat Consiliul de Stat și a proclamat reunirea teritoriilor și independența Poloniei. Pe 23 octombrie, Consiliul a numit un nou guvern sub Józef Świeżyński și a început recrutarea în Armata poloneză. Pe 6 noiembrie, Guvernul Provizoriu al Republicii Polonia a fost creat în Lublin sub socialistul Ignacy Daszyński. La 10 noiembrie, Józef Piłsudski, recent eliberat din închisoare de autoritățile germane de la Magdeburg, a revenit la Varșovia. În ziua următoare, datorită popularității sale și a sprijinului din partea majorității partidelor politice, Consiliul a numit pe Regency Piłsudski comandant șef al forțelor armate poloneze.
Noul stat polonez a primit de la Germania coridorul Vistulei Inferioare, Poznania și o parte din Silezia. Polonia a declarat război Ucrainei și i-a anexat Galiția de Est. Războiul polono-sovietic, a început în 1919, a fost cel mai important al războaielor regionale, și unul dintre cele mai importante conflicte ale perioadei interbelice. [6] Cu toate acestea, nu a fost până în anul 1920 pe care cei doi participanți au dat seama că au fost cu care se confruntă mai mult decât o dispută de frontieră. Piłsudski primul efectuat o forță militară importantă în Ucraina în 1920 și în mai forțele polono-ucrainene a ajuns la Kiev. La doar câteva săptămâni mai târziu, cu toate acestea, ofensiva poloneză a fost întâmpinată cu un forțele contra-ofensive sovietice, și polonezi au fost forțați într-o retragere de către Armata Roșie. Polonia a fost alungat din Ucraina și din nou în inima polonez, cu bătălia decisivă a războiului care are loc în apropiere de capitala Poloniei din Varșovia. [6] Deși mulți observatori de la momentul marcat Polonia pentru stingerea și bolșevizarea, [necesită citare] Pilsudski oprit în avans sovietic și a reluat ofensiva, împingând forțele sovietice est. În cele din urmă ambele părți, epuizat, a semnat un tratat de pace de compromis de la Riga, la începutul anului 1921, care a împărțit teritoriile disputate din Belarus și Ucraina, între cele două combatanți. [3] Aceste achiziții au fost recunoscute de către acordul internațional cu Antanta. Polonia a acordat autonomie locală fără tragere de inimă pentru populația ucraineană din Galicia, dintre care mulți s-au amărât prin încorporarea lor într-un stat polonez. [7] În 1922, în urma războiului polono-sovietic și a războiului polono-lituaniană, Polonia, de asemenea, în mod oficial, anexat Centrală Lituania în urma unui plebiscit, care nu a fost niciodată recunoscută de către Lituania.
Polonia renăscută s-a confruntat cu o serie de provocări descurajatoare: pagubele de război extinse, o economie răvășita, o populație de o treime compus din minoritățile naționale, precaut, o economie în mare parte sub controlul intereselor germane industriale, precum și necesitatea de a reintegra cele trei zone care au fost forțat separate în timpul erei de partiție.
Viața politică a Poloniei a început oficial în 1921, cu adoptarea unei constituții care a proiectat Polonia, ca o republica, cea mai mare autoritate de calificare în legislatura, Sejm. Aceasta a fost, în principal pentru a preveni Piłsudski de instituire el însuși ca un dictator. O multitudine de partide politice au apărut, din care patru au fost majore și zeci de minore. Toate au avut ideologii foarte diferite și baze electorale, și-ar putea conveni abia în orice problemă majoră. Nu a fost nici o considerație serioasă de a restabili o monarhie, și, deși marile familii nobile poloneze au continuat să aibă numele lor menționate în ziare, a fost cea mai mare parte în paginile societății.
După ce a fost adoptată Constituția, Piłsudski a demisionat din funcție, nemulțumit de rolul limitat al executivului. Dar el a continuat să păstreze un ochi pe aproape evoluțiile politice, precum și lipsa de eficiență a Seimului a condus o parte din cercul lui de interior care să sugereze că el a lansa o lovitură de stat militară și recâștige puterea. Cu toate acestea se temeau Piłsudski vărsarea de sânge care ar putea rezulta, si a refuzat. Dar, în cele din urmă el a fost convins și a început lovitura de stat din mai 1926, care a reușit cu putina violenta. Pentru următorul deceniu, Piłsudski dominat afaceri polonezi ca forte a unui regim de centru, în general, de popular, deși nu el a ținut un titlu oficial, cu excepția de ministru al apărării. El a păstrat constituția din 1921, și Seimul zgomotoase, ineficiente a continuat să funcționeze, dar aproape întotdeauna i-au dat ceea ce a vrut. Criticii ale regimului au fost arestați ocazional, dar cele mai multe s-au dat in judecata pentru calomnie. Mareșalul însuși portretizat ca un salvator național, care a fost de mai sus politicii partizane, și a câștigat mai mult sprijin popular de distanțându-se de la Partidul Socialist polonez. În 1935 un nou poloneză Constituție a fost adoptată, dar Piłsudski murit la scurt timp și succesorii săi protejatului alunecat spre autoritarism deschis. [8] voci din opoziție au fost din ce în ce hărțuiți sau închiși, o situație care nu a fost surprinzător, având în vedere temerile regimului de creștere de peste de securitate națională.
În multe privințe, Republica a doua a căzut scurt de așteptările mari de 1918. Așa cum sa întâmplat în altă parte în Europa Centrală, cu excepția Cehoslovaciei, încercarea de a democrației implantul nu a reușit. Guvernele polarizate între facțiuni de dreapta și de stânga, nici de care a fost pregătit pentru a onora acțiunile întreprinse de către celălalt. [8] [9] [10]
Tipic acestor preocupări a fost problema de naționalizare a activelor cu capital străin. Guvernul a menținut controlul dintre acestea, deoarece nu exista suficiente de capital pe piața internă să le cumpere, și pentru că a fost mai ușor decât a determina care ar trebui sa ce. În general, Polonia a avut un grad mai mare de implicare a statului în economie și a investițiilor străine mai puțin decât orice altă națiune din Europa de Est. Acest accent pus pe centralizarea împiedicată dezvoltarea economică a Poloniei. Minoritățile au devenit din ce în ce înstrăinat, în parte datorită incapacității guvernului de a obligațiilor tratatului de onoare cu privire la autonomia lor, ca nici Germania, nici Uniunea Sovietică, unde a trăit polonezi, au semnat aceste tratate bilaterale. Ca Marea Depresiune a luat avânt în anii 1930, antisemitismul a început să crească, chiar dacă Polonia a fost acasă la peste 3 milioane de evrei (10% din populația Poloniei), cea mai mare populație evreiască din Europa, la timp. Cele mai sărace familii de evrei s-au bazat pe propria lor de caritate locale, care au atins proporții fără precedent universal prin 1929, furnizarea de servicii, cum ar fi religia, educația, sănătatea și alte servicii la suma de 200 de milioane zlotului polonez de un an, [11], în parte datorită evreiești Venitul pe cap de locuitor printre cele de evrei care lucrau mai mult de 40% mai mare decât cea a non-evrei polonezi. [12]
Agricultura poloneză a suferit din cauza dezavantajelor obișnuite din Europa de Est națiunilor europene: rămânerii în urmă tehnologic, productivitatea scăzută, și lipsa de capital și de accesul la piețe. Fostele zone germane din vest au avut precipitații mai bune și de calitate a solului și a fost cel mai productiv, în timp ce fostele zone rusești și austriece au fost sub medie. Ca peste tot, țărănimea poloneză crede că reforma agrară va rezolva toate problemele lor, care, în practică, aceasta nu a putut fi din cauza factorilor de mai sus. Reforme funciare au fost previzibil, orientat de-a lungul liniilor etnice. În vest, germanii care au fost străini în 1919, a pierdut rapid proprietatea lor. În est prin contrast, țărani ucraineni și Belarus pentru proprietarii de terenuri cultivate poloneze și nu se mișcă grave față de redistribuire a terenurilor au fost luate.
Polonia interbelică ar putea solicita în mod justificat unele realizări notabile: avansuri economice, relansare a învățământului și culturii poloneze, după decenii de borduri oficiale, și, mai presus de toate, reafirmare a națiunii poloneze, care au atât de mult a fost contestat. În ciuda defectelor sale, al doilea Republica menținut o fixare puternică asupra generațiilor următoare de polonezi ca o expresie cu adevărat independent și autentică a aspirațiilor naționale poloneze.
Începutul de al Doilea Război Mondial a pus capăt pentru a doua Republică Poloneză. Invazia din Polonia a început 1 septembrie 1939, la o săptămână după semnarea secret Molotov-Ribbentrop. În acea zi, Polonia a fost atacat de către Germania nazistă și Slovacia (a se vedea: invazia din Polonia, Slovacia (1939)), iar pe 17 septembrie, sovieticii au atacat estul Poloniei. Rezistență organizat polonez sa încheiat la 6 octombrie 1939 (a se vedea bătălia de la Kock), cu Germania și Uniunea Sovietică ocupă cea mai mare din țară (cu excepția zonei de Wilno, care a fost anexată de Lituania, și zone de-a lungul frontierei de sud, confiscate de către Slovacia). Polonia nu au predat, dar a continuat lupta ca guvernul polonez în exil și statul polonez de metrou. După semnarea Tratatului de germano-sovietic de prietenie, cooperare și Delimitarea, zonele poloneze ocupate de Germania nazistă au fost, fie direct, anexat la al treilea Reich, sau a devenit parte din așa-numitul guvern general. Uniunea Sovietică, după alegerile fraudate la adunări populare de Vest Ucraina și Belarus de Vest, anexat Polonia de est, fie pentru a Belarusiei Republica Socialistă Sovietică, Ucraina sau Republica Sovietică Socialistă.

## Politică
În a doua republică poloneză a fost o democrație parlamentară din 1919 până în 1926, președintele având puteri limitate. Parlamentul era ales de popor, și doar el ar putea numi prim-ministru, precum și cu guvernul, de aprobare, dar el poate dizolva doar Sejm cu acordul Senatului. Mai mult, puterea lui de a trece decrete a fost limitat de cerința ca prim-ministru și ministru competent celălalt trebuia să verifice decretele sale cu semnăturile lor.

## Economie
După recâștigarea independenței ei Polonia sa confruntat cu dificultăți economice majore. În plus față de devastarea provocate de primul război mondial, exploatarea a economiei poloneze de către puterile de ocupație germană și rusă, și de sabotaj efectuate de armatele in retragere, noua republică a fost confruntat cu sarcina de unificare punct de vedere economic regiuni economice disparate, care a avut anterior, a fost parte din diferite țări. [4], în granițele Republicii au fost resturi de trei sisteme economice diferite, cu cinci valute diferite (marca germană, rubla rusească, coroana austriac, polonez și Marka Ostrubel) [ 4] și, cu mici sau fără legături directe de infrastructură. Situația a fost așa de rău că centrele industriale vecine, precum și orașele mari nu aveau legături directe feroviare, pentru că au fost părți ale diferitelor națiuni. De exemplu, în 1920 nu a existat nici o legătură directă între calea ferată Varșovia și Cracovia, și linia nu a fost finalizat până în 1934.
Pe partea de sus a acest lucru a fost distrugerea masivă plecat atât după primul război mondial și al doilea război polonez sovietic. Nu a fost, de asemenea, o diferență mare între economica de Est (de obicei numit Polonia B) și Vest (numit Polonia A), părți ale țării, cu jumătatea de vest, în special în zonele care au aparținut Imperiului German fiind mult mai dezvoltată și prosperă. Închidere frecvente de frontieră și un război vamal cu Germania a avut, de asemenea, efecte economice negative asupra Polonia. În 1924, prim-ministru și ministru economice Władysław Grabski introdus zlotului ca o monedă comună unică pentru Polonia (a înlocuit polonez Marka), care a rămas una dintre monedele cele mai stabile din Europa Centrală. Moneda a ajutat Polonia, pentru a aduce sub control hiperinflației masiv, singura țară din Europa care a fost în măsură să facă acest lucru, fără împrumuturi externe sau de ajutor. [5]
Baza de recuperare treptată a Poloniei după Marea Depresiune a fost de masă planurile de dezvoltare economică (a se vedea Planul de patru ani), care a supervizat construirea a trei elemente-cheie de infrastructură. Primul a fost stabilirea de port Gdynia, Polonia, care a permis să evităm complet Gdańsk (care a fost sub presiunea Germaniei grea pentru a boicota exporturile poloneze de cărbune). Al doilea a fost construirea de conexiuni feroviare de 500 kilometri între Silezia Superioară și Gdynia, numit cărbune polonez Trunk-Line, care a servit trenurile de marfă cu cărbune. Al treilea a fost crearea unui district industrial central, numit COP - Regiunea Centrală industrial (Centralny Okręg Przemysłowy). Din păcate, aceste evoluții au fost întrerupte și în mare parte distrus de invazia germană și sovietică și începutul primului război mondial II-lea [6] Printre alte realizări ale interbelică Polonia. Există Stalowa Wola (un oraș nou, construit într-o pădure în jurul unui combinat siderurgic ), Mościce (acum un cartier de Tarnow, cu o fabrică de nitrat de mare), și crearea unei bănci centrale. Au fost mai multe târguri comerciale, cu cele mai populare fiind Poznan International Fair, Targi Lvov lui Wschodnie, și Targi Wilno lui Północne. Radio polonez a avut zece stații (a se vedea posturile de radio în perioada interbelică Polonia), cu 1/11 planificate pentru a fi deschis în toamna anului 1939.
Interbelică Polonia a fost, de asemenea, o țară cu numeroase probleme sociale. Rata șomajului a fost ridicat, iar sărăcia a fost răspândită, care a dus în mai multe cazuri de tulburări sociale, cum ar fi 1923 revoltă Cracovia, și 1937 greva țărănești în Polonia. Nu au fost conflicte cu minoritățile naționale, cum ar fi pacificare a ucrainenilor în Europa de Est Galicia (1930), relațiile cu vecinii polonezi au fost, uneori, complicate (a se vedea raid sovietic pe Stołpce, polono-cehoslovace conflictelor de frontieră, 1938 ultimatum poloneză în Lituania). Pe partea de sus a acestui fapt, au fost catastrofe naturale, cum ar fi 1934 de inundații în Polonia.

### Industria
Industria poloneză a fost concentrată în vest, în special în poloneză Silezia Superioară, și provincia adiacente Polonia Mică a lui Zaglebie Dąbrowskie, în cazul în care cea mai mare parte a minelor de cărbune și oțel de plante a fost localizat. Mai mult, plantele industria grea s-au situat în Częstochowa (Huta Częstochowa, fondat în 1896), Świętokrzyski Ostrowiec (Huta Ostrowiec, infiintata in 1837-1839), Stalowa Wola (nou oraș industrial, care a fost construit de la zero în 1937 - 1938), Chrzanow (Fablok, fondată în 1919), Jaworzno, Trzebinia (rafinării de petrol, a deschis în 1895), Lodz (sediul din industria textilă poloneză), Poznań (H. Cegielski - Poznań), Cracovia și Varșovia (Ursus Factory). Mai departe spre est, în Kresy, centrele industriale au fost puține, și limitat la două orașe importante din regiune - Lvov și Wilno (Elektrit). Pe lângă industria minieră, Polonia a avut, de asemenea, depozitele de petrol din Borysław, Drohobycz, Jasło și Gorlice (a se vedea Polmin), sare de potasiu (TESP), si bazalt (Janowa Dolina). În afară de zonele industriale existente deja, la mijlocul anilor 1930, un ambițios, de stat-sponsorizat de proiect a regiunii industriale Central a fost început sub ministru Eugeniusz Kwiatkowski.
Una din trăsăturile caracteristice ale economiei poloneze în perioada interbelică a fost naționalizarea progresivă a instalațiilor majore. Acesta a fost cazul de Fabrica Ursus (a se vedea Państwowe Zakłady Inżynieryjne), și oțelăriile mai multe, cum ar fi Huta Pokój în Ruda Śląska - Bytom Nowy, în Chorzów Królewska Huta - Huta Królewska, Laura Huta în Siemianowice Śląskie, precum și Scheibler Grohman Lucrari în Łódź.

### Agricultura
În a doua Republică Poloneză, majoritatea de locuitori trăiau în mediul rural (75% în 1921), iar existența lor depindea de teren. Fermierii facut 65% din populație, în timp ce aproximativ 1% au fost proprietari de terenuri. În 1929, producția agricolă a făcut 65% din PNB-ul Poloniei [10] După 123 de ani de paravane, regiuni ale țării au fost foarte inegal dezvoltat.. Terenuri ale Imperiului German fostului au fost cele mai avansate - în Polonia Mare și Pomerelia, culturile au fost la nivel european de Vest [11] Situația a fost mult mai rea în fosta Congres Polonia, Kresy, Galicia și fostul, unde agricultura a fost cea mai înapoiată și primitiv, cu. un număr mare de ferme mici, incapabili de a reuși, atât pe piața internă și internațională. În plus, o altă problemă a fost de suprapopulare rural, care a dus la șomaj cronic. Condițiile de trai erau atât de rău că, în mai multe regiuni, cum ar fi județele locuite de huțuli, nu a fost foame permanentă [12] Agricultorii au revoltat împotriva guvernului (a se vedea: 1937 greva țărănești în Polonia)., Și situația a început să se schimbe la sfârșitul 1930, ca urmare a construirii de mai multe fabrici pentru zona industriala Central, care a dat locuri de muncă pentru mii de locuitori rural.

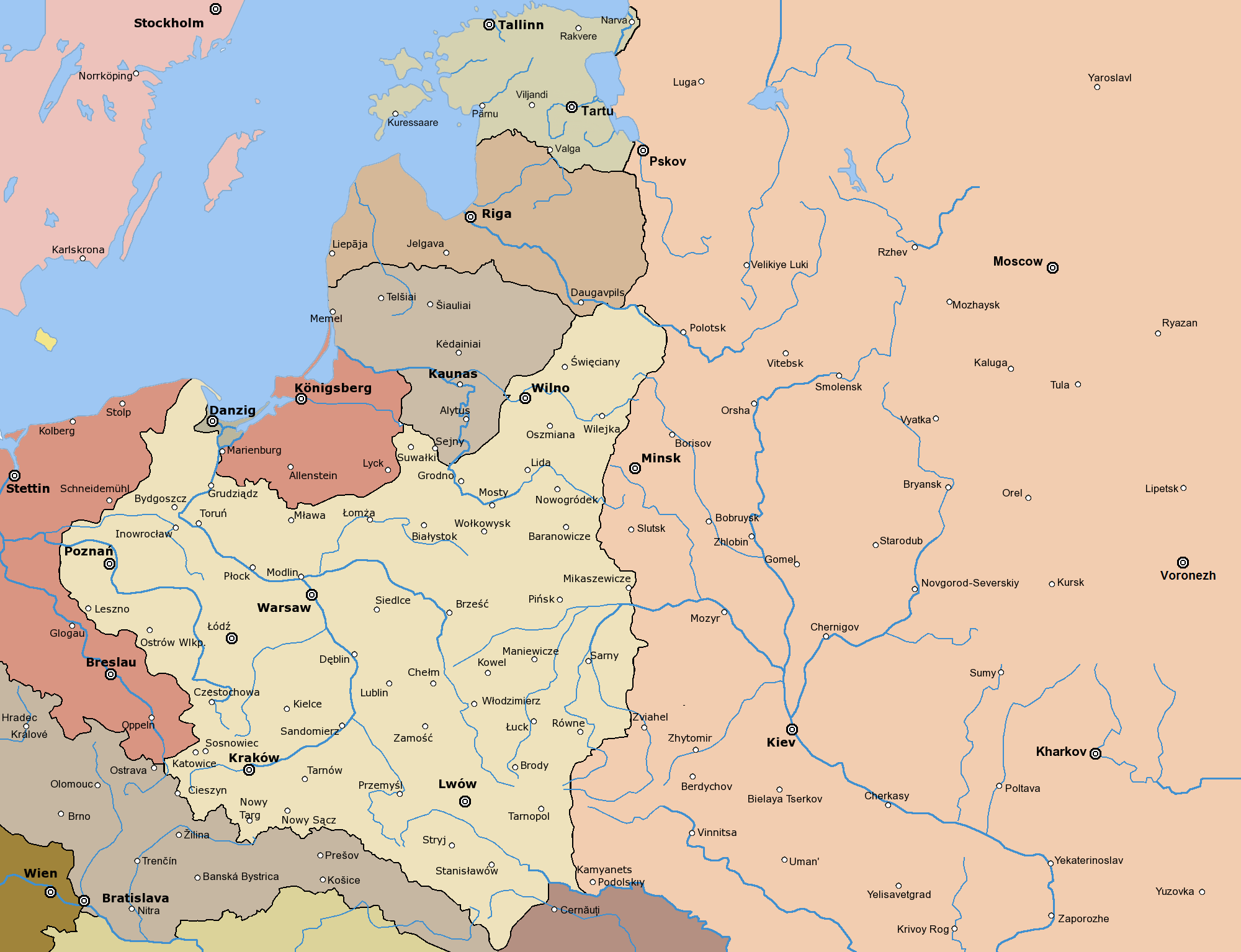
A doua Republică Poloneză 1922-1938